# Рибогосподарська наука України
«Рибогосподарська наука України» • Fisheries Science of Ukraine — науковий академічний журнал з господарчої іхтіології Інституту рибного господарства Національної академії аграрних наук України.

## Тематика і формат
Журнал публікує оригінальні наукові статті (експериментальні та оглядові) з різних напрямів рибогосподарської галузі. В журналі також публікуються матеріали про персоналії галузі та діяльність Інституту рибного господарства. Різні рубрики журналу присвячені екології водойм, технологіям аквакультури, селекції, генетиці та біотехнології риб, фізіології та біохімії риб, іхтіопатології, економіці рибного господарства тощо.
Статті публікуються українською, російською чи англійською мовами. Журнал виходить 4 рази на рік.

## Засновник і редакція
Засновник та видавник журналу «Рибогосподарська наука України» — Інститут рибного господарства Національної академії аграрних наук України.
Головним редактором з 2007 року був директор Інституту рибного господарства академік НААН Ігор Грициняк. Серед членів редколегії станом на 2017 рік — вірусолог Леонід Бучацький, іхтіолог Валентина Соломатіна, зоотехнік Михайло Єфименко, ветеринар Сергій Тарасюк та інші.

## Реєстрація
Свідоцтво про державну реєстрацію друкованого засобу масової інформації KB № 12495-1379Р від 19.04.2007 р., перереєстрація відбулася в 2014 році — свідоцтво КВ № 20934-10734ПР від 18.08.2014 р.
«Рибогосподарська наука України» входить до Переліку фахових видань України, в яких можуть публікуватися результати дисертаційних робіт на здобуття ступенів доктора і кандидата наук (біологічні та сільськогосподарські науки), затверджено 08.07.2009 р., переатестовано у 2014 році згідно з наказом Міністерства освіти і науки України № 1273 від 06.11.2014 р.
Статтям журналу присвоєний міжнародний індекс DOI.

## Наукові бази даних
Журнал представлений в таких базах даних як Directory of Open Access Journals[↓], Ulrich's Periodicals Directory, eLIBRARY.RU, має профіль у Google Scholar.